# Gary Graham (cinéma)
Pour les articles homonymes, voir Gary Graham et Graham.
Gary Graham (Long Beach (Californie), 6 juin 1950 - Spokane (Washington), 22 janvier 2024) est un acteur américain.

## Filmographie

### Cinéma
- 1979 : Hardcore
- 1980 : The Hollywood Knights
- 1983 : L'Esprit d'équipe
- 1985 : The Atlanta Child Murders
- 1989 : Les Gladiateurs de l'Apocalypse
- 1993 : Necronomicon
- 2022 : Jeepers Creepers: Reborn

### Télévision
- 1981 : Fire on the Mountain
- 1987 : Les Douze Salopards : Mission Suicide
- 1988 : Les Douze Salopards : Mission fatale
- 1989 - 1990 : Alien Nation
- 1994 - 1995 : MANTIS
- 2001 - 2005 : Star Trek: Enterprise
- 2010 : L'Impossible Pardon